# Yukar
Yukar (ainusky: Jukar; japonsky: ユーカラ, Júkara; na Sachalinu: Hawki / Tujta) je název pro příběhy, legendy, předávané ústní formou. Jedná se o specifický název, který používá národ Ainu, jehož příslušníci dnes žijí v nejsevernějších oblastech Japonska (na ostrově Hokkaidó a v oblasti Tóhoku).

## Snahy o záchranu yukar
Mezi nejvýznamnější osobnosti, kterým se podařilo zachránit pro západní svět tyto jedinečné příběhy, patřil např. Basil Hall Chamberlain, který mezi Ainuy strávil několik let. V současné době probíhá intenzivní výzkum celé ainuské kultury na Tokijské univerzitě. Velký přínos vnějšímu světu, myšleno z pohledu Ainuů, uskutečnil Dr. Kjósuke Kindaiči (金田一 京助), japonský lingvista, který pečlivě přepisoval mnoho yukar do japonštiny.
V současné době dostal výzkum kultury Ainuů tvrdý zásah, neboť projekt překladu zápisníku Macu Kannariové (Kan-nari Macu Nóto - 金成マツノート) podporovaný Šigeru Kajanem (萱野 茂), byl po jeho náhlé smrti v květnu roku 2006 zastaven. Do té doby se podařilo přeložit 92 yukar, 10 dalších však bylo nenávratně ztraceno a 49 zůstalo nepřeloženo. Tyto yukar původně sepsala Macu Kannariová, přičemž zaplnily 15 tisíc stránek ve více než 70 poznámkových blocích.
Yukar představuje jeden ze dvou hlavních směrů ústního předávání tradic mezi Ainuy. Druhým způsobem je zpěv písní, zvaných upopo. Jak yukar, tak upopo většinou popisují vztahy mezi světem lidí (Ainu Mosir) a Bohů (Kamui Mosir) nebo lidské předky Bohů (Onja Mosir).

## Ukázky

### Krysa a sýček
Sýček si nechal na další den kousíček dobroty, kterou jedl. Krysa mu jej ale ukradla, kvůli čemuž zůstal sýček o hladu. Rozhodl se tedy vydat se za krysou domů a zabít ji. Krysa se mu ale omluvila s těmito slovy: „Dám ti tenhle trn a řeknu ti, jak pomocí něj získat daleko větší uspokojení, než z jídla, které jsem ti tak drze snědla. Podívej! Musíš vrazit trn ostrým koncem nahoru sem do kořene tohoto stromu. Pak vyleť na vrchol toho stromu a sklouzni se po kmeni dolů.“
Po těch slovech krysa odběhla pryč a sýček udělal vše tak, jak mu řekla. Když však sklouzl dolů k ostrému trnu, napíchl se na něj, což mu způsobilo velkou bolest. Se smutkem a hněvem se znovu rozeběhl za krysou, že ji zabije. Krysa jej ale opět přivítala omluvou a na důkaz usmíření mu věnovala úzkou čepičku na hlavu.
Tato příhoda odůvodňuje, proč dodnes sýček nosí čepičku ze zdviženého chmýří a proč existuje nevraživost mezi sýčkem a krysou.

### Láska bouřkových bohů
Dva mladí bouřkoví bohové, synové hlavního boha bouřek, se těžce zamilovali do té samé ženy Ainu. Jeden z nich povídá žertovně druhému: „Stanu se blechou, abych jí mohl skočit do klína“. Druhý na to: „Stanu se vší, abych v jejím klíně zůstal napořád.“
„Jsou to skutečně vaše přání?“ plakal jejich otec, hlavní bouřkový bůh. „Vezmu vás tedy za slovo“, řekl a proměnil toho, který si přál být blechou v blechu a toho, který si přál být vší ve veš. Proto všechny blechy a vši existují až do současnosti.
Z toho vyplývá, že ať je kdekoliv bouřka, blechy vyskakují i z míst, kde je nikdo předtím nespatřil.
- Ze zápisků B. H. Chamberlaina, Yukar řečené ženami Išanašte a Penri v červenci a listopadu roku 1886